# Inachinae
Inachinae is een onderfamilie van kreeftachtigen uit de klasse van de Malacostraca (hogere kreeftachtigen).

## Geslachten
- Achaeus Leach, 1817
- Cyrtomaia Miers, 1886
- Dorhynchus C. W. Thomson, 1873
- Dumea Loh & Ng, 1999
- Encephaloides Wood-Mason, in Wood-Mason & Alcock, 1891
- Eurypodius Guérin, 1828
- Inachus Weber, 1795
- Macrocheira De Haan, 1839
- Macropodia Leach, 1814
- Platymaia Miers, 1885
- Trichoplatus A. Milne-Edwards, 1876
- Vitjazmaia Zarenkov, 1994